# 自分電視台 〜Self Produce TV〜
『自分電視台 ～Self Produce TV～』（じぶんでんしだい ～セルフプロデューステレビ～）は、2002年7月4日（3日深夜）から2003年3月20日（19日深夜）までフジテレビ系列で放送されていたバラエティ番組である。

## 番組概要
ゲストにビデオカメラを渡し、自分をプロデュースしてもらう番組。プロデューサーが「自分は好きですか?」とゲストに問いかけるシーンから始まる。

## 内容
プロデュースする番組の内容は自由だが、下記のルールが存在する。
- 企画、演出、撮影を全てゲストが行う
- 撮影中のフレーム内に必ずゲスト自身を入れる
- 撮影した内容をそのままTVで放送する
- テレビで流せる一般的な倫理に沿った内容にする
- ビデオカメラを貸与する時間は24時間
- 13分45秒分の撮影を行う
- 制作費は全額ゲストが自腹でまかなう
- 人物、店などに対する撮影許可もゲスト自身が申請する

また、プロデューサーからのお願いとして「面白い番組にする」ことが挙げられる。なお、初期の頃は、プロデューサーから出演者に対してのルール説明の時間も撮影時間に含まれ、約3分～4分費やした回もあった。

## 放送日
| ch番号 | 放送日         | ゲスト                 |
| ------ | -------------- | ---------------------- |
| 1ch    | 2002年07月04日 | ユースケ・サンタマリア |
| 2ch    | 2002年07月11日 | 山咲トオル             |
| 3ch    | 2002年07月18日 | 坂下千里子             |
| 4ch    | 2002年07月25日 | 内田恭子               |
| 5ch    | 2002年08月01日 | 魔裟斗                 |
| 6ch    | 2002年08月08日 | 中島美嘉               |
| 7ch    | 2002年08月15日 | 吉川晃司               |
| 8ch    | 2002年08月22日 | ミラ・ジョヴォヴィッチ |
| 9ch    | 2002年08月28日 | とよた真帆             |
| 10ch   | 2002年09月05日 | ソニン                 |
| 11ch   | 2002年09月12日 | 市井紗耶香             |
| 12ch   | 2002年09月19日 | 上原多香子             |
| 13ch   | 2002年10月10日 | 叶美香                 |
| 14ch   | 2002年10月17日 | 辺見えみり             |
| 15ch   | 2002年10月24日 | TAKUYA                 |
| 16ch   | 2002年10月31日 | 乙葉                   |
| 17ch   | 2002年11月07日 | 篠原涼子               |
| 18ch   | 2002年11月18日 | 飯島愛                 |
| 19ch   | 2002年11月21日 | 吉川ひなの             |
| 20ch   | 2002年11月28日 | ヒルトン姉妹           |
| 21ch   | 2002年12月05日 | 和泉元彌               |
| 22ch   | 2002年12月12日 | SAM                    |
| 23ch   | 2002年12月19日 | 吉岡美穂               |
| 24ch   | 2003年01月09日 | 総集編                 |
| 25ch   | 2003年01月16日 | ヴィンチェンゾ・ナタリ |
| 26ch   | 2003年01月23日 | クリスタル・ケイ       |
| 27ch   | 2003年01月30日 | 三浦理恵子             |
| 28ch   | 2003年02月06日 | チョン・ジヒョン       |
| 29ch   | 2003年02月13日 | ユンソナ               |
| 30ch   | 2003年02月20日 | 松岡充                 |
| 31ch   | 2003年02月27日 | 新庄剛志               |
| 32ch   | 2003年03月06日 | クリス・サンダース     |
| 33ch   | 2003年03月13日 | フローラン・ダバディー |
| 34ch   | 2003年03月20日 | ZEEBRA                 |

### 関連番組
2006年4月4日にはゆずによる『ゆず電視台～SELF PRODUCE MUSIC TV～』が放送された。その際の制限事項は
- 撮影の制限時間は5時間
- ゆずの思い出の地を3カ所回り、1カ所につき3曲以上を歌う

であった。